# Gmina Chąśno
Chąśno ist ein Dorf und Sitz der gleichnamigen Gemeinde im Powiat Łowicki der Woiwodschaft Łódź, Polen.

## Gemeinde
Zur Landgemeinde Chąśno gehören 16 Ortsteile mit einem Schulzenamt:
Błędów
Chąśno
Chąśno Drugie
Goleńsko
Karnków
Karsznice Duże
Karsznice Małe
Marianka
Mastki
Niespusza-Wieś
Nowa Niespusza
Przemysłów
Sierżniki
Skowroda Południowa
Skowroda Północna
Wyborów